# Tożsamość algebraiczna
Tożsamość algebraiczna – równanie, które jest spełnione niezależnie od wartości podstawianych pod zmienne.